# 滋賀郡
- 令制国一覧 > 東山道 > 近江国 > 滋賀郡
- 日本 > 近畿地方 > 滋賀県 > 滋賀郡

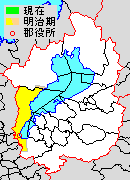
滋賀県滋賀郡の位置（黄：明治期 薄黄：後に他郡に編入された区域）

滋賀郡（しがぐん）は、滋賀県（近江国）にあった郡。

## 郡域
1879年（明治12年）に行政区画として発足した当時の郡域は、下記の区域にあたる。
- 大津市の大半（瀬田川以西）
- 高島市の一部（鵜川）

## 歴史

### 郡名の由来
諸説があり、①「石の多いところ」を意味する「シカ（石処）」に由来するという説や、②砂州または低湿地を意味する「スカ（砂処）」に由来するという説、③志賀島の「シガ」に由来するという説がある。
①の地理的観点から考える説においては、他地域の「シガ」という地名も石の多いところを指していることが多いことから、滋賀は「石の多いところ」を意味する「シカ（石処）」に由来するという説が有力と考えられている。
②の砂州または低湿地を意味する「スカ（砂処）」に由来するという説は、琵琶湖沿岸の低湿地を指しているとされるが、滋賀県以外の全国各地の「シガ」の地名で「スカ」から転じたと考えられるものはなく、滋賀だけが特別な例となるために考えがたいという意見もある。
一方、③の歴史的観点から考える説では、琵琶湖西部は「志賀島」・博多地域に起源を持った阿曇氏の同族である和珥氏・近淡海国造の本拠地で、全国に存在する一族の居住地にも「シガ・シカ」（四賀、志賀）という地名が見られるため、これらの氏族に由来する説が主張されている。

### 近世以降の沿革
- 「旧高旧領取調帳」に記載されている明治初年時点での支配は以下の通り。幕府領は大津代官所が管轄[2]。●は村内に寺社領が、○は村内に寺社除地[3]が存在。（2町89村）

| 知行         | 知行                 | 村数     | 村名 |
| ------------ | -------------------- | -------- | --- |
| 幕府領       | 幕府領               | 2町 23村 | 北田新田、馬場町、松本村、大津町、高畑村、辻下村、平尾村、入江北新田、入江南新田、真野浜新田、○今堅田村、○真野北村、○真野浜村、真野新田、●生津村、小野村、高城村、●○今宿村、中浜村、南船路村、北船路村、守山村、●梅ノ木村、大久保新田、【下仰木村、佐川村、●北在地村】 |
| 幕府領       | 幕府領・旗本領       | 3村      | 和邇中村、荒川村、南比良村 |
| 藩領         | 近江膳所藩           | 17村     | 外畑村、内畑村、南郷村、千町村、平津村、鳥居川村、北大路村、国分村、赤尾新田、八幡野新田、別保村、中ノ庄村、膳所村、木ノ下村、西ノ庄村、南庄村、上竜華村、下竜華村 |
| 藩領         | 下野佐野藩           | 12村     | ●○本堅田村、普門村、●○衣川村、●向在地村、●下在地村、坂下村、木戸口村、中村、細川村、貫井村、町居村、○北比良村 |
| 藩領         | 近江宮川藩           | 3村      | ○南浜村、○木戸村、大物村 |
| 藩領         | 山城淀藩             | 2村      | ●上在地村、●鵜川村 |
| 藩領         | 河内狭山藩           | 1村      | 【途中村】 |
| 藩領         | 膳所藩・佐野藩       | 1村      | 千野村 |
| 幕府領・藩領 | 幕府領・膳所藩       | 2村      | ●苗鹿村、【●○家田村】 |
| 幕府領・藩領 | 幕府領・佐野藩       | 6村      | ○真野中村、○真野沢村、南小松村、○北小松村、【○谷口村、大野村】 |
| 幕府領・藩領 | 幕府領・宮川藩       | 1村      | ●北浜村 |
| 幕府領・藩領 | 幕府領・淀藩         | 2村      | 上仰木村、栗原村 |
| 幕府領・藩領 | 旗本領・佐野藩・淀藩 | 1村      | 赤塚村 |
| その他       | 寺社領               | 12村     | 寺辺村、山上村、錦織村、五別所村、藤尾村、神出村、○穴太村、上坂本村、○下坂本村、比叡辻村、雄琴村、坊村 |
| その他       | 公家領（二条家）     | 2村      | 山中村、●見世村 |
| その他       | 門跡領（円満院）     | 1村      | ●南滋賀村 |

- 慶応4年
  - 3月7日（1868年3月30日） - 大津代官所に大津裁判所が設置され、幕府領を管轄。
  - 4月28日（1868年5月20日） - 大津裁判所の管轄地域が大津県の管轄となる。
- 明治元年12月22日（1869年2月3日） - 寺社領のうち滋賀院領が大津県の管轄となる。
- 明治2年12月26日（1869年11月24日） - 狭山藩が廃藩。管轄地域が大津県の管轄となる。
- 明治3年
  - 2月 - 旗本領・狭山藩領[18]が大津県の管轄となる。
  - 陸奥山形藩の坂田郡への転封にともなう膳所藩の領地替えにより、上表の【　】内の大津県の管轄地域が膳所藩領となる。
- 明治4年
  - 7月14日（1871年8月29日） - 廃藩置県により、藩領が膳所県、佐野県、宮川県、淀県の管轄となる。
  - 10月 - 公家領・門跡領・寺社領が大津県の管轄となる。
  - 11月14日（1871年12月25日） - 第1次府県統合により、佐野県の管轄地域が栃木県の管轄となる。
  - 11月22日（1872年1月2日） - 第1次府県統合により、全域が大津県の管轄となる。
- 明治5年1月19日（1872年2月27日） - 大津県が改称して滋賀県となる。
- 明治初年 - 五別所村が改称して別所村となる。
- 明治6年（1873年） - 木ノ下村・西ノ庄村が合併して錦村となる。（2町89村）
- 明治7年（1874年）（2町79村）
  - 山上村の一部が分立して漣村となる。
  - 高畑村・上坂本村が合併して坂本村となる。
  - 辻下村・平尾村・下仰木村・上仰木村が合併して仰木村となる。
  - 真野浜新田・真野北村・真野浜村・真野新田・真野中村・真野沢村が合併して真野村となる。
  - 北船路村・守山村が合併して八屋戸村となる。
  - 赤尾新田が改称して赤尾村となる。
- 明治8年（1875年） - 今宿村・和邇中村が合併して榎村となる。（2町78村）
- 明治12年（1879年）（2町78村）
  - 5月16日 - 郡区町村編制法の滋賀県での施行により、行政区画としての滋賀郡が発足。郡役所が大津橋本町に設置。
  - 神出村の一部が分立して東浦村となる。
  - 赤塚村・見世村が合併して滋賀里村となる。
- 明治13年（1880年） - 榎村が分割されて今宿村・和邇中村となる。（2町79村）

### 町村制以降の沿革

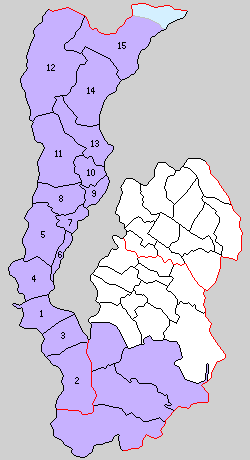
1.大津町 2.石山村 3.膳所村 4.滋賀村 5.坂本村 6.下阪本村 7.雄琴村 8.仰木村 9.堅田村 10.真野村 11.伊香立村 12.葛川村 13.和邇村 14.木戸村 15.小松村（紫：大津市 水色：高島市）

- 明治22年（1889年）4月1日 - 町村制の施行により、以下の町村が発足。特記以外は全域が現・大津市。（1町14村）
  - 大津町 ← 大津町[19]、馬場町、松本村、東浦村、藤尾村、別所村、神出村
  - 石山村 ← 外畑村、内畑村、赤尾村、南郷村、千町村、平津村、寺辺村、国分村、鳥居川村、北大路村
  - 膳所村 ← 別保村、中ノ庄村、膳所村、錦村
  - 滋賀村 ← 山上村、漣村、錦織村、南滋賀村、山中村、滋賀里村
  - 坂本村 ← 坂本村、穴太村
  - 下阪本村 ← 下坂本村、比叡辻村
  - 雄琴村 ← 苗鹿村、雄琴村、千野村
  - 仰木村（単独村制）
  - 堅田村 ← 本堅田村、今堅田村、衣川村、入江北新田、入江南新田
  - 真野村 ← 家田村、大野村、谷口村、真野村、普門村、佐川村
  - 伊香立村 ← 南庄村、生津村、上在地村、下在地村、北在地村、向在地村、途中村、上竜華村、下竜華村
  - 葛川村 ← 坂下村、木戸口村、中村、坊村、町居村、梅ノ木村、貫井村、細川村
  - 和邇村 ← 小野村、和邇中村、今宿村、高城村、南浜村、中浜村、北浜村、栗原村
  - 木戸村 ← 南船路村、八屋戸村、木戸村、荒川村、大物村、南比良村
  - 小松村 ← 北比良村、南小松村、北小松村（現・大津市）、鵜川村（現・高島市）
- 明治31年（1898年）
  - 4月1日 - 郡制を施行。
  - 10月1日 - 大津町が市制施行して大津市となり、郡より離脱。（14村）
- 明治34年（1901年）7月20日（2町12村）
  - 膳所村が町制施行して膳所町となる。
  - 堅田村が町制施行して堅田町となる。
- 大正12年（1923年）4月1日 - 郡会が廃止。郡役所は存続。
- 大正15年（1926年）7月1日 - 郡役所が廃止。以降は地域区分名称となる。
- 昭和5年（1930年）1月1日 - 石山村が町制施行して石山町となる。（3町11村）
- 昭和7年（1932年）5月10日 - 滋賀村が大津市に編入。（3町10村）
- 昭和8年（1933年）4月1日 - 膳所町・石山町が大津市と合併し、改めて大津市が発足、郡より離脱。（1町10村）
- 昭和26年（1951年）4月1日 - 坂本村・雄琴村・下阪本村が大津市に編入。（1町7村）
- 昭和30年（1955年）
  - 4月1日 - 仰木村・堅田町・真野村・伊香立村・葛川村が合併し、改めて堅田町が発足。（1町3村）
  - 10月1日 - 和邇村・木戸村・小松村が合併して志賀町が発足。（2町）
- 昭和31年（1956年）9月30日 - 志賀町の一部（鵜川）が高島郡高島町に編入。
- 昭和42年（1967年）4月1日 - 堅田町が大津市に編入。（1町）
- 平成18年（2006年）3月20日 - 志賀町が大津市に編入。同日滋賀郡消滅。

### 変遷表
| 明治以前   | 明治初年 - 明治11年  | 明治12年 - 明治22年  | 明治22年 4月1日 町村制施行 | 明治22年 - 大正15年         | 昭和元年 - 昭和20年         | 昭和元年 - 昭和20年  | 昭和21年 - 昭和30年         | 昭和31年 - 昭和64年                | 平成元年 - 現在              | 現在   |
| ---------- | -------------------- | -------------------- | -------------------------- | --------------------------- | --------------------------- | -------------------- | --------------------------- | ---------------------------------- | ---------------------------- | ------ |
| 大津町     | 大津町               | 大津町               | 大津町                     | 明治31年10月1日 市制 大津市 | 大津市                      | 昭和8年4月1日 大津市 | 大津市                      | 大津市                             | 大津市                       | 大津市 |
| 馬場町     | 馬場町               | 馬場町               | 大津町                     | 明治31年10月1日 市制 大津市 | 大津市                      | 昭和8年4月1日 大津市 | 大津市                      | 大津市                             | 大津市                       | 大津市 |
| 松本村     | 松本村               | 松本村               | 大津町                     | 明治31年10月1日 市制 大津市 | 大津市                      | 昭和8年4月1日 大津市 | 大津市                      | 大津市                             | 大津市                       | 大津市 |
| 藤尾村     | 藤尾村               | 藤尾村               | 大津町                     | 明治31年10月1日 市制 大津市 | 大津市                      | 昭和8年4月1日 大津市 | 大津市                      | 大津市                             | 大津市                       | 大津市 |
| 五別所村   | 明治初年 改称 別所村 | 別所村               | 大津町                     | 明治31年10月1日 市制 大津市 | 大津市                      | 昭和8年4月1日 大津市 | 大津市                      | 大津市                             | 大津市                       | 大津市 |
| 神出村     | 神出村               | 神出村               | 大津町                     | 明治31年10月1日 市制 大津市 | 大津市                      | 昭和8年4月1日 大津市 | 大津市                      | 大津市                             | 大津市                       | 大津市 |
| 神出村     | 神出村               | 明治12年 分立 東浦村 | 大津町                     | 明治31年10月1日 市制 大津市 | 大津市                      | 昭和8年4月1日 大津市 | 大津市                      | 大津市                             | 大津市                       | 大津市 |
| 山上村     | 山上村               | 山上村               | 滋賀村                     | 滋賀村                      | 昭和7年5月10日 大津市に編入 | 昭和8年4月1日 大津市 | 大津市                      | 大津市                             | 大津市                       | 大津市 |
| 山上村     | 明治7年 分立 漣村    | 漣村                 | 滋賀村                     | 滋賀村                      | 昭和7年5月10日 大津市に編入 | 昭和8年4月1日 大津市 | 大津市                      | 大津市                             | 大津市                       | 大津市 |
| 錦織村     | 錦織村               | 錦織村               | 滋賀村                     | 滋賀村                      | 昭和7年5月10日 大津市に編入 | 昭和8年4月1日 大津市 | 大津市                      | 大津市                             | 大津市                       | 大津市 |
| 南滋賀村   | 南滋賀村             | 南滋賀村             | 滋賀村                     | 滋賀村                      | 昭和7年5月10日 大津市に編入 | 昭和8年4月1日 大津市 | 大津市                      | 大津市                             | 大津市                       | 大津市 |
| 山中村     | 山中村               | 山中村               | 滋賀村                     | 滋賀村                      | 昭和7年5月10日 大津市に編入 | 昭和8年4月1日 大津市 | 大津市                      | 大津市                             | 大津市                       | 大津市 |
| 赤塚村     | 赤塚村               | 明治12年 滋賀里村    | 滋賀村                     | 滋賀村                      | 昭和7年5月10日 大津市に編入 | 昭和8年4月1日 大津市 | 大津市                      | 大津市                             | 大津市                       | 大津市 |
| 見世村     | 見世村               | 明治12年 滋賀里村    | 滋賀村                     | 滋賀村                      | 昭和7年5月10日 大津市に編入 | 昭和8年4月1日 大津市 | 大津市                      | 大津市                             | 大津市                       | 大津市 |
| 別保村     | 別保村               | 別保村               | 膳所村                     | 明治34年7月20日 町制 膳所町 | 膳所町                      | 昭和8年4月1日 大津市 | 大津市                      | 大津市                             | 大津市                       | 大津市 |
| 中ノ庄村   | 中ノ庄村             | 中ノ庄村             | 膳所村                     | 明治34年7月20日 町制 膳所町 | 膳所町                      | 昭和8年4月1日 大津市 | 大津市                      | 大津市                             | 大津市                       | 大津市 |
| 膳所村     | 膳所村               | 膳所村               | 膳所村                     | 明治34年7月20日 町制 膳所町 | 膳所町                      | 昭和8年4月1日 大津市 | 大津市                      | 大津市                             | 大津市                       | 大津市 |
| 木ノ下村   | 明治6年 錦村         | 錦村                 | 膳所村                     | 明治34年7月20日 町制 膳所町 | 膳所町                      | 昭和8年4月1日 大津市 | 大津市                      | 大津市                             | 大津市                       | 大津市 |
| 西ノ庄村   | 明治6年 錦村         | 錦村                 | 膳所村                     | 明治34年7月20日 町制 膳所町 | 膳所町                      | 昭和8年4月1日 大津市 | 大津市                      | 大津市                             | 大津市                       | 大津市 |
| 外畑村     | 外畑村               | 外畑村               | 石山村                     | 石山村                      | 昭和5年1月1日 町制 石山町   | 昭和8年4月1日 大津市 | 大津市                      | 大津市                             | 大津市                       | 大津市 |
| 内畑村     | 内畑村               | 内畑村               | 石山村                     | 石山村                      | 昭和5年1月1日 町制 石山町   | 昭和8年4月1日 大津市 | 大津市                      | 大津市                             | 大津市                       | 大津市 |
| 赤尾新田   | 明治7年 改称 赤尾村  | 赤尾村               | 石山村                     | 石山村                      | 昭和5年1月1日 町制 石山町   | 昭和8年4月1日 大津市 | 大津市                      | 大津市                             | 大津市                       | 大津市 |
| 南郷村     | 南郷村               | 南郷村               | 石山村                     | 石山村                      | 昭和5年1月1日 町制 石山町   | 昭和8年4月1日 大津市 | 大津市                      | 大津市                             | 大津市                       | 大津市 |
| 千町村     | 千町村               | 千町村               | 石山村                     | 石山村                      | 昭和5年1月1日 町制 石山町   | 昭和8年4月1日 大津市 | 大津市                      | 大津市                             | 大津市                       | 大津市 |
| 平津村     | 平津村               | 平津村               | 石山村                     | 石山村                      | 昭和5年1月1日 町制 石山町   | 昭和8年4月1日 大津市 | 大津市                      | 大津市                             | 大津市                       | 大津市 |
| 寺辺村     | 寺辺村               | 寺辺村               | 石山村                     | 石山村                      | 昭和5年1月1日 町制 石山町   | 昭和8年4月1日 大津市 | 大津市                      | 大津市                             | 大津市                       | 大津市 |
| 国分村     | 国分村               | 国分村               | 石山村                     | 石山村                      | 昭和5年1月1日 町制 石山町   | 昭和8年4月1日 大津市 | 大津市                      | 大津市                             | 大津市                       | 大津市 |
| 鳥居川村   | 鳥居川村             | 鳥居川村             | 石山村                     | 石山村                      | 昭和5年1月1日 町制 石山町   | 昭和8年4月1日 大津市 | 大津市                      | 大津市                             | 大津市                       | 大津市 |
| 北大路村   | 北大路村             | 北大路村             | 石山村                     | 石山村                      | 昭和5年1月1日 町制 石山町   | 昭和8年4月1日 大津市 | 大津市                      | 大津市                             | 大津市                       | 大津市 |
| 高畑村     | 明治7年 坂本村       | 坂本村               | 坂本村                     | 坂本村                      | 坂本村                      | 坂本村               | 昭和26年4月1日 大津市に編入 | 大津市                             | 大津市                       | 大津市 |
| 上坂本村   | 明治7年 坂本村       | 坂本村               | 坂本村                     | 坂本村                      | 坂本村                      | 坂本村               | 昭和26年4月1日 大津市に編入 | 大津市                             | 大津市                       | 大津市 |
| 穴太村     | 穴太村               | 穴太村               | 坂本村                     | 坂本村                      | 坂本村                      | 坂本村               | 昭和26年4月1日 大津市に編入 | 大津市                             | 大津市                       | 大津市 |
| 下坂本村   | 下坂本村             | 下坂本村             | 下阪本村                   | 下阪本村                    | 下阪本村                    | 下阪本村             | 昭和26年4月1日 大津市に編入 | 大津市                             | 大津市                       | 大津市 |
| 比叡辻村   | 比叡辻村             | 比叡辻村             | 下阪本村                   | 下阪本村                    | 下阪本村                    | 下阪本村             | 昭和26年4月1日 大津市に編入 | 大津市                             | 大津市                       | 大津市 |
| 苗鹿村     | 苗鹿村               | 苗鹿村               | 雄琴村                     | 雄琴村                      | 雄琴村                      | 雄琴村               | 昭和26年4月1日 大津市に編入 | 大津市                             | 大津市                       | 大津市 |
| 雄琴村     | 雄琴村               | 雄琴村               | 雄琴村                     | 雄琴村                      | 雄琴村                      | 雄琴村               | 昭和26年4月1日 大津市に編入 | 大津市                             | 大津市                       | 大津市 |
| 千野村     | 千野村               | 千野村               | 雄琴村                     | 雄琴村                      | 雄琴村                      | 雄琴村               | 昭和26年4月1日 大津市に編入 | 大津市                             | 大津市                       | 大津市 |
| 本堅田村   | 本堅田村             | 本堅田村             | 堅田村                     | 明治34年7月20日 町制 堅田町 | 堅田町                      | 堅田町               | 昭和30年4月1日 堅田町       | 昭和42年4月1日 大津市に編入        | 大津市                       | 大津市 |
| 今堅田村   | 今堅田村             | 今堅田村             | 堅田村                     | 明治34年7月20日 町制 堅田町 | 堅田町                      | 堅田町               | 昭和30年4月1日 堅田町       | 昭和42年4月1日 大津市に編入        | 大津市                       | 大津市 |
| 衣川村     | 衣川村               | 衣川村               | 堅田村                     | 明治34年7月20日 町制 堅田町 | 堅田町                      | 堅田町               | 昭和30年4月1日 堅田町       | 昭和42年4月1日 大津市に編入        | 大津市                       | 大津市 |
| 入江北新田 | 入江北新田           | 入江北新田           | 堅田村                     | 明治34年7月20日 町制 堅田町 | 堅田町                      | 堅田町               | 昭和30年4月1日 堅田町       | 昭和42年4月1日 大津市に編入        | 大津市                       | 大津市 |
| 入江南新田 | 入江南新田           | 入江南新田           | 堅田村                     | 明治34年7月20日 町制 堅田町 | 堅田町                      | 堅田町               | 昭和30年4月1日 堅田町       | 昭和42年4月1日 大津市に編入        | 大津市                       | 大津市 |
| 辻下村     | 明治7年 仰木村       | 仰木村               | 仰木村                     | 仰木村                      | 仰木村                      | 仰木村               | 昭和30年4月1日 堅田町       | 昭和42年4月1日 大津市に編入        | 大津市                       | 大津市 |
| 平尾村     | 明治7年 仰木村       | 仰木村               | 仰木村                     | 仰木村                      | 仰木村                      | 仰木村               | 昭和30年4月1日 堅田町       | 昭和42年4月1日 大津市に編入        | 大津市                       | 大津市 |
| 下仰木村   | 明治7年 仰木村       | 仰木村               | 仰木村                     | 仰木村                      | 仰木村                      | 仰木村               | 昭和30年4月1日 堅田町       | 昭和42年4月1日 大津市に編入        | 大津市                       | 大津市 |
| 上仰木村   | 明治7年 仰木村       | 仰木村               | 仰木村                     | 仰木村                      | 仰木村                      | 仰木村               | 昭和30年4月1日 堅田町       | 昭和42年4月1日 大津市に編入        | 大津市                       | 大津市 |
| 家田村     | 家田村               | 家田村               | 真野村                     | 真野村                      | 真野村                      | 真野村               | 昭和30年4月1日 堅田町       | 昭和42年4月1日 大津市に編入        | 大津市                       | 大津市 |
| 大野村     | 大野村               | 大野村               | 真野村                     | 真野村                      | 真野村                      | 真野村               | 昭和30年4月1日 堅田町       | 昭和42年4月1日 大津市に編入        | 大津市                       | 大津市 |
| 谷口村     | 谷口村               | 谷口村               | 真野村                     | 真野村                      | 真野村                      | 真野村               | 昭和30年4月1日 堅田町       | 昭和42年4月1日 大津市に編入        | 大津市                       | 大津市 |
| 真野浜新田 | 明治7年 真野村       | 真野村               | 真野村                     | 真野村                      | 真野村                      | 真野村               | 昭和30年4月1日 堅田町       | 昭和42年4月1日 大津市に編入        | 大津市                       | 大津市 |
| 真野北村   | 明治7年 真野村       | 真野村               | 真野村                     | 真野村                      | 真野村                      | 真野村               | 昭和30年4月1日 堅田町       | 昭和42年4月1日 大津市に編入        | 大津市                       | 大津市 |
| 真野浜村   | 明治7年 真野村       | 真野村               | 真野村                     | 真野村                      | 真野村                      | 真野村               | 昭和30年4月1日 堅田町       | 昭和42年4月1日 大津市に編入        | 大津市                       | 大津市 |
| 真野新田   | 明治7年 真野村       | 真野村               | 真野村                     | 真野村                      | 真野村                      | 真野村               | 昭和30年4月1日 堅田町       | 昭和42年4月1日 大津市に編入        | 大津市                       | 大津市 |
| 真野中村   | 明治7年 真野村       | 真野村               | 真野村                     | 真野村                      | 真野村                      | 真野村               | 昭和30年4月1日 堅田町       | 昭和42年4月1日 大津市に編入        | 大津市                       | 大津市 |
| 真野沢村   | 明治7年 真野村       | 真野村               | 真野村                     | 真野村                      | 真野村                      | 真野村               | 昭和30年4月1日 堅田町       | 昭和42年4月1日 大津市に編入        | 大津市                       | 大津市 |
| 普門村     | 普門村               | 普門村               | 真野村                     | 真野村                      | 真野村                      | 真野村               | 昭和30年4月1日 堅田町       | 昭和42年4月1日 大津市に編入        | 大津市                       | 大津市 |
| 佐川村     | 佐川村               | 佐川村               | 真野村                     | 真野村                      | 真野村                      | 真野村               | 昭和30年4月1日 堅田町       | 昭和42年4月1日 大津市に編入        | 大津市                       | 大津市 |
| 南庄村     | 南庄村               | 南庄村               | 伊香立村                   | 伊香立村                    | 伊香立村                    | 伊香立村             | 昭和30年4月1日 堅田町       | 昭和42年4月1日 大津市に編入        | 大津市                       | 大津市 |
| 生津村     | 生津村               | 生津村               | 伊香立村                   | 伊香立村                    | 伊香立村                    | 伊香立村             | 昭和30年4月1日 堅田町       | 昭和42年4月1日 大津市に編入        | 大津市                       | 大津市 |
| 上在地村   | 上在地村             | 上在地村             | 伊香立村                   | 伊香立村                    | 伊香立村                    | 伊香立村             | 昭和30年4月1日 堅田町       | 昭和42年4月1日 大津市に編入        | 大津市                       | 大津市 |
| 下在地村   | 下在地村             | 下在地村             | 伊香立村                   | 伊香立村                    | 伊香立村                    | 伊香立村             | 昭和30年4月1日 堅田町       | 昭和42年4月1日 大津市に編入        | 大津市                       | 大津市 |
| 北在地村   | 北在地村             | 北在地村             | 伊香立村                   | 伊香立村                    | 伊香立村                    | 伊香立村             | 昭和30年4月1日 堅田町       | 昭和42年4月1日 大津市に編入        | 大津市                       | 大津市 |
| 向在地村   | 向在地村             | 向在地村             | 伊香立村                   | 伊香立村                    | 伊香立村                    | 伊香立村             | 昭和30年4月1日 堅田町       | 昭和42年4月1日 大津市に編入        | 大津市                       | 大津市 |
| 途中村     | 途中村               | 途中村               | 伊香立村                   | 伊香立村                    | 伊香立村                    | 伊香立村             | 昭和30年4月1日 堅田町       | 昭和42年4月1日 大津市に編入        | 大津市                       | 大津市 |
| 上竜華村   | 上竜華村             | 上竜華村             | 伊香立村                   | 伊香立村                    | 伊香立村                    | 伊香立村             | 昭和30年4月1日 堅田町       | 昭和42年4月1日 大津市に編入        | 大津市                       | 大津市 |
| 下竜華村   | 下竜華村             | 下竜華村             | 伊香立村                   | 伊香立村                    | 伊香立村                    | 伊香立村             | 昭和30年4月1日 堅田町       | 昭和42年4月1日 大津市に編入        | 大津市                       | 大津市 |
| 坂下村     | 坂下村               | 坂下村               | 葛川村                     | 葛川村                      | 葛川村                      | 葛川村               | 昭和30年4月1日 堅田町       | 昭和42年4月1日 大津市に編入        | 大津市                       | 大津市 |
| 木戸口村   | 木戸口村             | 木戸口村             | 葛川村                     | 葛川村                      | 葛川村                      | 葛川村               | 昭和30年4月1日 堅田町       | 昭和42年4月1日 大津市に編入        | 大津市                       | 大津市 |
| 中村       | 中村                 | 中村                 | 葛川村                     | 葛川村                      | 葛川村                      | 葛川村               | 昭和30年4月1日 堅田町       | 昭和42年4月1日 大津市に編入        | 大津市                       | 大津市 |
| 坊村       | 坊村                 | 坊村                 | 葛川村                     | 葛川村                      | 葛川村                      | 葛川村               | 昭和30年4月1日 堅田町       | 昭和42年4月1日 大津市に編入        | 大津市                       | 大津市 |
| 町居村     | 町居村               | 町居村               | 葛川村                     | 葛川村                      | 葛川村                      | 葛川村               | 昭和30年4月1日 堅田町       | 昭和42年4月1日 大津市に編入        | 大津市                       | 大津市 |
| 梅ノ木村   | 梅ノ木村             | 梅ノ木村             | 葛川村                     | 葛川村                      | 葛川村                      | 葛川村               | 昭和30年4月1日 堅田町       | 昭和42年4月1日 大津市に編入        | 大津市                       | 大津市 |
| 貫井村     | 貫井村               | 貫井村               | 葛川村                     | 葛川村                      | 葛川村                      | 葛川村               | 昭和30年4月1日 堅田町       | 昭和42年4月1日 大津市に編入        | 大津市                       | 大津市 |
| 細川村     | 細川村               | 細川村               | 葛川村                     | 葛川村                      | 葛川村                      | 葛川村               | 昭和30年4月1日 堅田町       | 昭和42年4月1日 大津市に編入        | 大津市                       | 大津市 |
| 小野村     | 小野村               | 小野村               | 和邇村                     | 和邇村                      | 和邇村                      | 和邇村               | 昭和30年10月1日 志賀町      | 志賀町                             | 平成18年3月20日 大津市に編入 | 大津市 |
| 和邇中村   | 明治8年 榎村         | 明治13年 和邇中村    | 和邇村                     | 和邇村                      | 和邇村                      | 和邇村               | 昭和30年10月1日 志賀町      | 志賀町                             | 平成18年3月20日 大津市に編入 | 大津市 |
| 今宿村     | 明治8年 榎村         | 明治13年 今宿村      | 和邇村                     | 和邇村                      | 和邇村                      | 和邇村               | 昭和30年10月1日 志賀町      | 志賀町                             | 平成18年3月20日 大津市に編入 | 大津市 |
| 高城村     | 高城村               | 高城村               | 和邇村                     | 和邇村                      | 和邇村                      | 和邇村               | 昭和30年10月1日 志賀町      | 志賀町                             | 平成18年3月20日 大津市に編入 | 大津市 |
| 南浜村     | 南浜村               | 南浜村               | 和邇村                     | 和邇村                      | 和邇村                      | 和邇村               | 昭和30年10月1日 志賀町      | 志賀町                             | 平成18年3月20日 大津市に編入 | 大津市 |
| 中浜村     | 中浜村               | 中浜村               | 和邇村                     | 和邇村                      | 和邇村                      | 和邇村               | 昭和30年10月1日 志賀町      | 志賀町                             | 平成18年3月20日 大津市に編入 | 大津市 |
| 北浜村     | 北浜村               | 北浜村               | 和邇村                     | 和邇村                      | 和邇村                      | 和邇村               | 昭和30年10月1日 志賀町      | 志賀町                             | 平成18年3月20日 大津市に編入 | 大津市 |
| 栗原村     | 栗原村               | 栗原村               | 和邇村                     | 和邇村                      | 和邇村                      | 和邇村               | 昭和30年10月1日 志賀町      | 志賀町                             | 平成18年3月20日 大津市に編入 | 大津市 |
| 南船路村   | 南船路村             | 南船路村             | 木戸村                     | 木戸村                      | 木戸村                      | 木戸村               | 昭和30年10月1日 志賀町      | 志賀町                             | 平成18年3月20日 大津市に編入 | 大津市 |
| 北船路村   | 明治7年 八屋戸村     | 八屋戸村             | 木戸村                     | 木戸村                      | 木戸村                      | 木戸村               | 昭和30年10月1日 志賀町      | 志賀町                             | 平成18年3月20日 大津市に編入 | 大津市 |
| 守山村     | 明治7年 八屋戸村     | 八屋戸村             | 木戸村                     | 木戸村                      | 木戸村                      | 木戸村               | 昭和30年10月1日 志賀町      | 志賀町                             | 平成18年3月20日 大津市に編入 | 大津市 |
| 木戸村     | 木戸村               | 木戸村               | 木戸村                     | 木戸村                      | 木戸村                      | 木戸村               | 昭和30年10月1日 志賀町      | 志賀町                             | 平成18年3月20日 大津市に編入 | 大津市 |
| 荒川村     | 荒川村               | 荒川村               | 木戸村                     | 木戸村                      | 木戸村                      | 木戸村               | 昭和30年10月1日 志賀町      | 志賀町                             | 平成18年3月20日 大津市に編入 | 大津市 |
| 大物村     | 大物村               | 大物村               | 木戸村                     | 木戸村                      | 木戸村                      | 木戸村               | 昭和30年10月1日 志賀町      | 志賀町                             | 平成18年3月20日 大津市に編入 | 大津市 |
| 南比良村   | 南比良村             | 南比良村             | 木戸村                     | 木戸村                      | 木戸村                      | 木戸村               | 昭和30年10月1日 志賀町      | 志賀町                             | 平成18年3月20日 大津市に編入 | 大津市 |
| 北比良村   | 北比良村             | 北比良村             | 小松村                     | 小松村                      | 小松村                      | 小松村               | 昭和30年10月1日 志賀町      | 志賀町                             | 平成18年3月20日 大津市に編入 | 大津市 |
| 南小松村   | 南小松村             | 南小松村             | 小松村                     | 小松村                      | 小松村                      | 小松村               | 昭和30年10月1日 志賀町      | 志賀町                             | 平成18年3月20日 大津市に編入 | 大津市 |
| 北小松村   | 北小松村             | 北小松村             | 小松村                     | 小松村                      | 小松村                      | 小松村               | 昭和30年10月1日 志賀町      | 志賀町                             | 平成18年3月20日 大津市に編入 | 大津市 |
| 鵜川村     | 鵜川村               | 鵜川村               | 小松村                     | 小松村                      | 小松村                      | 小松村               | 昭和30年10月1日 志賀町      | 昭和31年9月30日 高島郡高島町に編入 | 平成17年1月1日 高島市        | 高島市 |

## 行政
歴代郡長
| 代 | 氏名 | 就任年月日                | 退任年月日                | 備考                   |
| -- | ---- | ------------------------- | ------------------------- | ---------------------- |
| 1  |      | 明治12年（1879年）5月16日 |                           |                        |
|    |      |                           | 大正15年（1926年）6月30日 | 郡役所廃止により、廃官 |